# Escudo de Sebastopol
El Escudo de Sebastopol es uno de los símbolos de dicha ciudad, una ciudad con estatus especial de Ucrania o una ciudad federal de Rusia. En realidad la ciudad posee dos emblemas: el primero fue adoptado en la época de la Imperio ruso y el segundo, en la Unión Soviética. Este último aparece en la bandera de Sebastopol.

## Descripción
El primer escudo de armas fue adoptado en 1893. El segundo escudo de armas, adoptado en 1969, es de tipo francés, mostrando la medalla Estrella de Oro y el Monumento a los Buques Hundidos. El escudo está dividido en diagonal en colores azul y blanco, que se representan personajes. El color azul simboliza el mar y el blanco la ciudad de piedra. Un laurel combina ambos colores, simbolizando el pasado histórico común de la ciudad.

## Galería

Escudo de armas de la época zarista
Variante de la Ciudad Heroica
Escudo de Inkerman
Escudo de Kacha
Escudo de Balaklava